# First Dates
|  | Per a altres significats, vegeu «First Dates (Cuatro)». |

First Dates és el nom d'un programa de tele-realitat britànic emès per primera vegada al Channel 4 el 20 de juny del 2013. El programa en la seva versió britànica és narrat per Brian Protheroe.
El programa consisteix en junta en una primera cita dues persones atípiques, però que poden arribar a trobar vincles comuns, en un restaurant sense haver-se conegut abans de veure's. Tot plegat es filma per càmeres de televisió. Al final del sopar les dues persones han d'indicar si li donen o no una segona oportunitat a l'altre. La versió original del programa dura aproximadament 60 minuts per cada programa. Al Regne Unit el programa ja porta emetent-se des del 2013 fins al 2016, és a dir, 6 temporades.
Ha estat adaptat a altres països. A la versió irlandesa, el programa va ser comprat i emès per RTÉ, mentre que a la versió castellana el programa ha estat comprat per Mediaset i emès pel canal de televisió Cuatro.